# 牙山灣
牙山灣（：／ Asanman */?）是一個位於大韓民國西部黃海的海灣，其命名由來自岸上的牙山市。該灣為京畿道、忠清南道許多河流之入海處。牙山灣與黃海的邊界目前是屬於未定界的狀態。牙山灣內有許多原連結朝鮮半島的沉水大陸島。西海大橋跨越此灣。

## 在此入海的河川
- 佳安川
- 巴蘭川
- 安城川（朝鲜语：안성천）
- 江永川
- 泗永川
- 南元川